# Acequia Madre de Valero
La Acequia Madre de Valero es un canal de riego agrícola construido en el siglo XVIII, y situado en el condado de Bexar de la ciudad de San Antonio, Texas (Estados Unidos). Fue construida por Fray Antonio de Olivares y los indios Papayas, y junto con la Misión de San Antonio de Valero (El Álamo) y el Presidio de San Antonio de Béjar es el origen de la actual ciudad de San Antonio, Texas.

## Historia
Desde el Convento de Querétaro, se organizaron diversas expediciones a la región de Tejas, un territorio de gran interés estratégico para la corona española. Con ese objetivo en el año 1675, una expedición formada por Fray Antonio de Olivares, fray Francisco Hidalgo, fray Juan Larios y Fernando del Bosque, fueron enviados a explorar y reconocer el país más allá de las fronteras de Río Grande, para comprobar las posibilidades de nuevos asentamientos en la zona.
En 1709 el Virrey de Nueva España, Baltasar de Zúñiga y Guzmán Sotomoayor y Sarmiento, ordenó a Fray Antonio de Olivares   que regresara a las misiones y junto con fray Isidro de Espinosa, tal como se refleja en su diario, exploraron  el territorio donde ahora se encuentra la ciudad de San Antonio, marcándose como objetivo fundar una misión y asentamiento civil allí. Este mismo año viajó a España para persuadir a las autoridades de la importancia de mantener y fundar nuevas misiones a orillas del Río San Antonio, permaneciendo hasta el año 1715.
En 1716, fray Antonio de Olivares escribió al Virrey de Nueva España, contándole sus esperanzas y planes para la futura misión, y le instó a enviar familias de colonos, para fundar un poblado. En esta misma carta, subrayó el hecho de que era necesario que algunas de estas familias fueran expertas en las artes útiles y las industrias, “para enseñar a los indios todo lo que se debe exigir para que sean útiles y ciudadanos capaces”. 

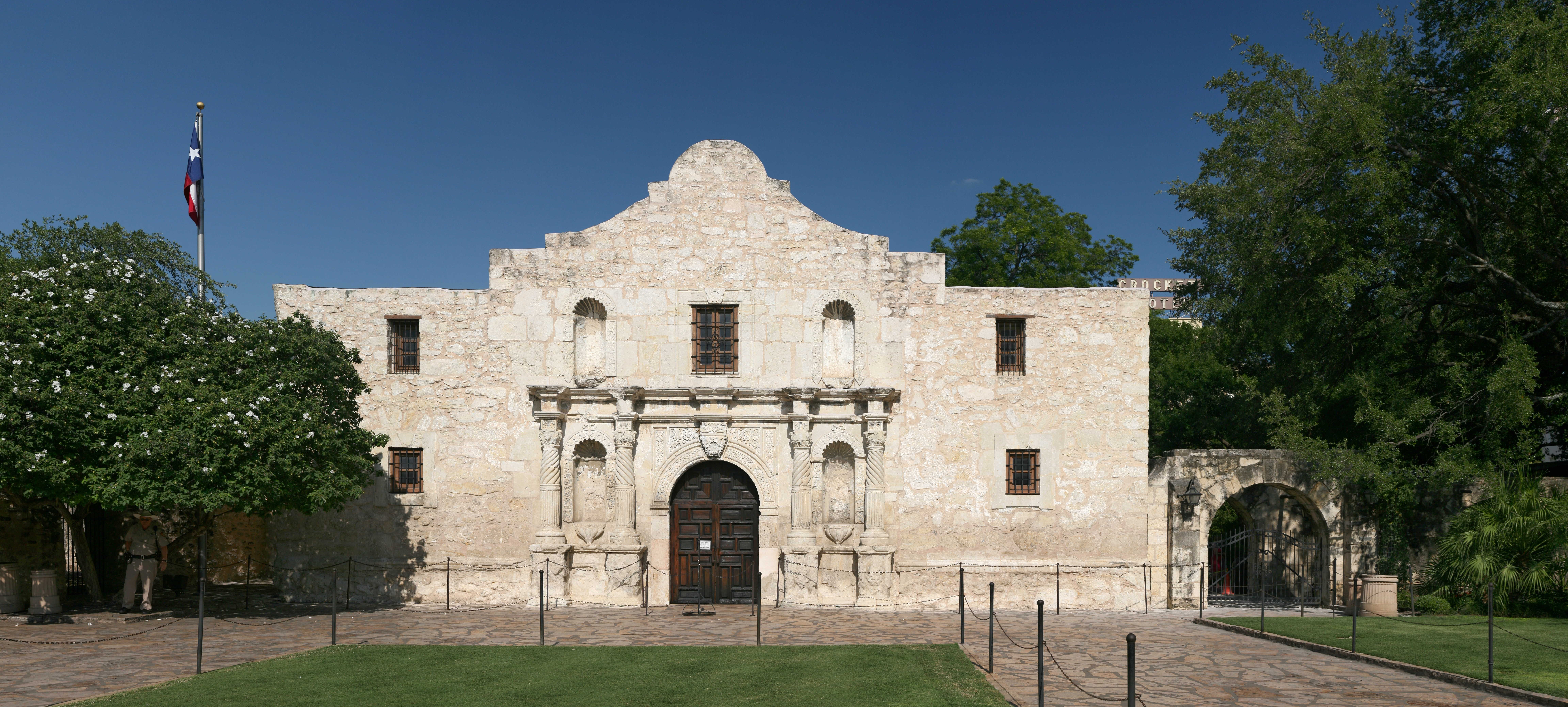
Misión de San Antonio de Valero (El Álamo) en San Antonio (Tejas).

Finalmente la perseverancia de Fray Antonio de Olivares encontró respuesta y el virrey dio la aprobación formal de la misión a finales de 1716, asignándole  la responsabilidad de su establecimiento a Martín de Alarcón, gobernador de Coahuila y Texas. 
Fray Antonio de Olivares fue organizando la construcción de la nueva Misión de San Antonio de Valero (El Álamo), desde la próxima Misión de San Francisco Solano. También construyó el Presidio de San Antonio de Béjar, en el lado oeste del río de San Antonio, aproximadamente a 1 milla de la misión.
El complejo operativo se completó con la construcción de la primera acequia de Texas (Acequia Madre de Valero), de 6 millas de largo, que construyó para el riego de 400 hectáreas y el abastecimiento de los habitantes de las nuevas instalaciones construidas. Estaba revestida con piedra caliza de la zona. Esta acequia, fue el inicio de un sistema de acequias mucho más amplio. La Acequia Madre de Valero partía de la zona actualmente conocida como "Brackenridge Park" y hacia el sur hasta lo que hoy es "Hemisfair Plaza" y "South Alamo Street". Una parte de ella no es visible ya que discurre por debajo del "Hotel Menger". La acequia fue restaurado en 1968 y ese mismo año fue designado "Recorded Texas Historic Landmark".
La Acequia Madre de Valero fue la fase inicial, de lo que se convirtió en una red de acequias de 45 millas establecidas por los padres franciscanos para abastecer de agua a las misiones y sus desarrollos agrícolas. La ubicación de una parte de esta acequia se encuentra junto a "Johann and Anna Heidgen House, at 121 Starr", y fue un factor que contribuyó en la designación de la casa en el Registro Nacional del listado de Lugares Históricos del Condado de Bexar, Texas, en 2004. La acequia está revestido con piedra caliza nativa, una característica de las técnicas de ingeniería españolas. Algunas de las piedras fueron añadidas más tarde en toda la red por inmigrantes alemanes. El sistema completo supuso la colocación de presas, canales y compuertas. La red completa sirvió a los residentes de San Antonio hasta el final del siglo XIX.  La Comisión Histórica de Texas colocó la placa de hito histórico en un bloque de piedra caliza en la sección "Hemisfair Plaza" de la Acequia Madre de Valero.
Fray Antonio de Olivares contó con la ayuda de indios Papaya, para construir la Misión de San Antonio de Valero (El Álamo), el Presidio de San Antonio de Béjar, el puente que comunicaba ambas instalaciones, y  la  Acequia Madre de Valero.